# Perusia prasina
Perusia prasina là một loài bướm đêm trong họ Geometridae.